# Oregoni lombgébics
Az oregoni lombgébics (Vireo huttoni) a madarak osztályának verébalakúak (Passeriformes) rendjébe és a lombgébicsfélék (Vireonidae) családja tartozó faj.

## Rendszerezése
A fajt John Cassin amerikai ornitológus írta le 1851-ben. Tudományos faji nevét William Rich Hutton amerikai földmérő tiszteletére kapta.

## Alfajai
- Vireo huttoni carolinae H. W. Brandt, 1938
- Vireo huttoni cognatus Ridgway, 1903
- Vireo huttoni huttoni Cassin, 1851
- Vireo huttoni mexicanus Ridgway, 1903
- Vireo huttoni obscurus Anthony, 1891
- Vireo huttoni pacificus A. R. Phillips, 1966
- Vireo huttoni parkesi Rea, 1991
- Vireo huttoni sierrae Rea, 1991
- Vireo huttoni stephensi Brewster, 1882
- Vireo huttoni unitti Rea, 1991
- Vireo huttoni vulcani Griscom, 1930[2]

## Előfordulása
Észak-Amerika nyugati részén, Kanada, az Amerikai Egyesült Államok, Mexikó, Belize és Guatemala területén honos. Természetes élőhelyei a  szubtrópusi és trópusi síkvidéki és hegyi esőerdők és mérsékelt övi erdők. Állandó, nem vonuló faj.

## Megjelenése
Testhossza 13 centiméter.
|  |

## Életmódja
Elsősorban ízeltlábúakkal táplálkozik.

## Természetvédelmi helyzete
Az elterjedési területe nagyon nagy, egyedszáma pedig növekszik. A Természetvédelmi Világszövetség Vörös listáján nem fenyegetett fajként szerepel.